# Gem (cantautora)
Gem és el nom artístic de Gema Vañó Guarner, cantautora valenciana de Benigànim, a la Vall d'Albaida.
Als inicis de 2016 publica una maqueta amb 8 cançons en castellà i dos en valencià; aquestes últimes són adaptacions de poemes d'Enric Bono.
En 2017, gràcies a un projecte de micromecenatge, aconseguix traure un disc amb 11 noves cançons (10 en valencià i una en castellà) que parlen d'amor, desig, emocions, refugis. És l'autora de les lletres, excepte Alepo, adaptació d'una poesia d'Enric Bono, i també ha compost la música. Dents de lleó va estar nominat als Premis Ovidi com a millor disc de pop.
El seu estil s'acosta més a l'indie pop i al rock, encara que en alguna cançó manté el folk. Tot i rebre influències molt diverses, caldria destacar l'estil de Manel, i Vetusta Morla. Pel que fa a les cantautores, Carmen Boza i Zahara, entre d'altres.

## Discografia
- Seré del viento (Autoedició, 2016)
- Dents de lleó (Autoedició, 2017)[5]
- Satèl·lits (Primavera d'Hivern, 2019)